# Elmo Corrêa

Elmo Corrêa (Rio de Janeiro (RJ), 16 de abril de 1946 - Base do Mano Ferreira, Palestina (PA), entre dezembro de 1973 a agosto de 1974) foi um estudante de Medicina e ativista político, desaparecido na Guerrilha do Araguaia e morto pela ditadura brasileira.
Também conhecido como Lourival, Elmo estudou até o terceiro ano de Medicina da Escola de Medicina e Cirurgia do Rio de Janeiro e era filiado ao Partido Comunista do Brasil (PcdoB). Foi casado com Telma Regina Correia, também conhecida como Lia, e era irmão de Maria Célia Correa, a Rosa, os três sendo guerrilheiros no Araguaia.
A data de sua morte é controversa. Ele teria sido visto pela última vez no dia 25 de dezembro de 1973, nas imediações do acampamento da Comissão Militar da guerrilha, atacada pelas Forças Armadas. No relatório da Marinha entregue ao Ministro da Justiça em 1993, sua morte foi confirmada como sendo no dia 14 de maio de 1974. Em outro documento, o relatório do CIE de 1975, há a afirmação de que ele teria sido morto em 14 de agosto de 1974.
Elmo Corrêa, o Lourival, é um dos casos investigados pela Comissão Nacional da Verdade (CNV), que apura mortos e desaparecidos na ditadura militar brasileira.

## Biografia
Elmo Corrêa nasceu na cidade do Rio de Janeiro (RJ) no dia 16 de abril de 1946. Foi o segundo dos quatro filhos de Irene Creder Corrêa e Edgar Corrêa, seus pais. Teve mais dois irmãos mais novos, Aldo Creder Corrêa e Luiz Henrique Corrêa, e uma irmã mais velha, Maria Célia Corrêa, que mais tarde também se tornaria ativista política e desaparecida na Guerrilha do Araguaia.
Nasceu e morou, até a idade adulta, em Marechal Hermes, no subúrbio do Rio de Janeiro, primeiro na Rua Aurélio Valporto (à época chamava-se Rua Paraopebas) e depois mudou-se com a família para a Rua Engenheiro Emílio Baumgart. Desde criança era apaixonado por animais, tendo levado para casa, em diversas ocasiões, cabritos, coelhos, cavalo e porcos.
Edgar Corrêa, seu pai, possuía uma farmácia, na qual Elmo prestava ajuda nas horas complementares aos estudos. Ingressou na Escola de Medicina e Cirurgia do Rio de Janeiro e estudou no local até o terceiro ano. Foi no movimento estudantil onde conseguiu se colocar contra a ditadura civil-militar instaurada no país, tendo participado de protestos de rua contra o regime nessas ocasiões.
O jovem casou-se com Telma Regina Cordeiro em 1970, que viria a se chamar, então, Telma Regina Cordeiro Corrêa. Ela foi sua companheira desde o ensino secundário, quando estiveram juntos no Colégio Estadual Prof. José Acioli, em Marechal Hermes. Assim como Elmo, Telma era ativista politicamente e também participava do movimento estudantil, tendo sido uma das dirigentes da União Nacional dos Estudantes (UNE).
O casamento dos dois aconteceu em dezembro daquele ano, em uma cerimônia civil que aconteceu em um cartório no Méier. Os padrinhos foram  Ângela, sua irmã, e seu marido, Renato Corrêa. Já a festa foi na casa dos pais do noivo, em Marechal Hermes. Como tinham os mesmos propósitos políticos, Elmo e Telma Regina buscavam uma organização para que pudessem combater a ditadura com mais eficiência. Então, filiaram-se ao PCdoB e partiram para a região do Araguaia em 1971, às margens do Rio Gameleira.
Durante esse período, adotaram os nomes de Lourival e Lia, integrando o destacamento B na guerrilha. Mais tarde, sua irmã mais velha, Maria Célia Corrêa, a Rosinha, se juntou ao casal no local para lutar contra o regime militar.
Segundo o livro Mata! O Major Curió e as guerrilhas do Araguaia, de Leonencio Nossa, a Escola de Medicina e Cirurgia foi o “berço dos ‘bulas’ do Araguaia”, ou seja, dos médicos, “doutores da saúde”. Entre esses profissionais, estavam Luiz René, Tobias Pereira Júnior (o Josias) e Elmo Corrêa (o Lourival). Na obra, o autor ainda afirma que Elmo e João Carlos Campos Wisnesky (que posteriormente se tornaria marido de sua irmã, Rosinha) jogaram no time de basquete da faculdade - João Carlos, conhecido como Paquetá, foi jogador de futebol profissional, tendo atuado por Flamengo, América e outros clubes internacionais.

## Circunstâncias da morte
As circunstâncias de morte e desaparecimento de Elmo Corrêa são controversas. Segundo relatos de moradores e alguns sobreviventes da Guerrilha do Araguaia, o ex-estudante foi visto pela última vez no dia 25 de dezembro de 1973, no Natal, data na qual seria morto no alto de seus 28 anos. O assassinato teria sido cometido durante um ataque pelas forças de repressão na localidade de Carrapicho, em episódio que, mais tarde, ficou conhecido por “Chafurdo de Natal”.
Segundo Relatório Arroyo, documento sobre a luta do Araguaia escrito por Ângelo Arroyo após o conflito e apresentado para o comitê central do PCdoB, Elmo se encontrava nas imediações do acampamento da Comissão Militar da guerrilha, atacado pelas Forças Armadas, porém não foi possível determinar se ele foi um dos mortos na ocasião.
No relatório da Marinha, entregue ao Ministro da Justiça em 1993, Elmo (Lourival) teria sido morto em 14 de maio de 1974, enquanto em relatório do Centro de Informações do Exército (CIE) o Ministério do Exército coloca o ex-estudante como “subversivo” participante da Guerrilha do Araguaia, afirmando que sua morte ocorreu em 14 de agosto de 1974. Seu codinome, segundo esse relatório, seria Fogoió, divergente em relação às outras informações disponíveis.
No livro Dossiê ditadura: mortos e desaparecidos políticos no Brasil (1964-1985), há o depoimento de um camponês, chamado José Ferreira Sobrinho, sobre o local da morte de Elmo. Ele teria dito que “Parece que o marido dela [Telma Regina Cordeiro] era chamado Lourival, esse dizem que tinham matado ele lá no Carrapicho. Isso foi no final”. Essa declaração ocorreu em 1980, à Caravana dos Familiares de Mortos e Desaparecidos da Guerrilha do Araguaia.
Sobre o local de morte, o Relatório Arroyo indica o acampamento da Comissão Militar da Guerrilha, que ficava a aproximadamente cinco ou seis quilômetros da Base do Mano Ferreira, em Palestina, no Pará.
Os pais de Elmo, Irene Creder Corrêa e Edgar Corrêa, morreram sem saber não só sobre o paradeiro do filho, como de sua filha também, Rosinha (Maria Célia Corrêa), e sua nora, Telma Regina. Sobre Telma, sua morte e desaparecimento também são cheios de controvérsias.
Segundo o livro Direito à Memória e à Verdade – Comissão Especial sobre Mortos e Desaparecidos Políticos, são muitas as versões apresentadas: em um dos depoimentos, ela teria sido presa em São Geraldo do Araguaia e entregue a José Olímpio, engenheiro do DNER e membro do Exército, e teria passado a noite amarrada a um barco, posteriormente entregue aos militares em Xambioá.
Já o jornalista Hugo Studart registrou uma versão diferente em A Lei da Selva, dizendo que ela teria morrido de sede e fome após escapar do Chafurdo de Natal e dos cercos posteriores. Já em 2007, o jornalista Leonel Rocha publicou no Correio Braziliense que, por meio de um depoimento de um ex-recruta, que Lia teria sido entregue viva ao capitão Cabral até um helicóptero e que, 20 minutos depois, voltou sozinho, em 1974. Assim como Elmo, ela não teve a morte confirmada e é uma desaparecida política.
Segundo outras fontes, Elmo Corrêa teria sido vítima de desaparecimento forçado durante a Operação Marajoara, que foi planejada e comandada pela 8ª Região Militar, de Belém, com cooperação do Centro de Informações do Exército (CIE). Ainda segundo relatório, essa operação teria sido iniciada em 7 de outubro de 1973 para descaracterizar e reprimir a guerrilha, por meio de trajes civis e equipamentos diferenciados, utilizados pelas Forças Armadas. O único objetivo dessa ação seria destruir as forças guerrilheiras e sua rede de apoio na região.

## Investigação
Segundo a Comissão Nacional da Verdade, Elmo Corrêa é considerado desaparecido político, já que não foram entregues seus restos mortais aos seus familiares e até os dias de hoje seu sepultamento não foi possível.
Conforme explicitado na sentença da Corte Interamericana no caso Gomes Lund e outros “o ato de desaparecimento e sua execução se iniciam com a privação da liberdade da pessoa e a subsequente falta de informação sobre seu destino, e permanece enquanto não se conheça o paradeiro da pessoa desaparecida e se determina com certeza sua identidade”.
Diante dessa explicação e também de o dever do Estado de “investigar e, eventualmente, punir os responsáveis”, a Comissão Nacional da Verdade pede a continuidade das investigações sobre as circunstâncias do caso de Elmo Corrêa.

## Indenização
Em outubro de 1996, no governo do presidente Fernando Henrique Cardoso, foi concedida uma indenização à família de Elmo Corrêa e Maria Célia Corrêa, considerados desaparecidos ou mortos "em razão de participação, ou acusação de participação, em atividades políticas, no período de 2 de setembro de 1961 a 15 de agosto de 1979".

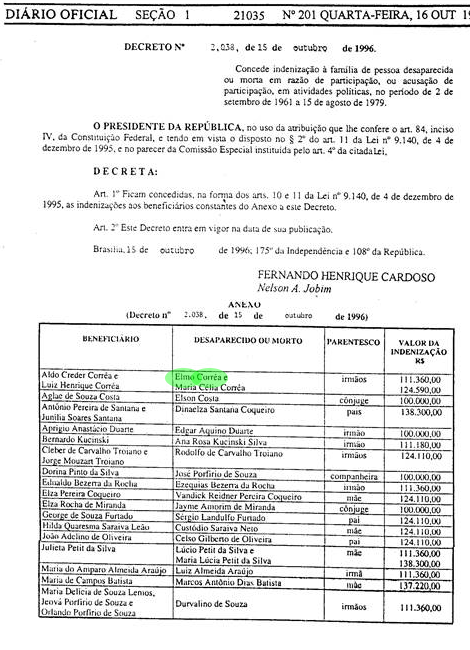
Indenização concedida pelo Estado a desaparecidos e mortos na ditadura. Estão contemplados Elmo Corrêa e Maria Célia Corrêa

Segundo documento divulgado na época, os irmãos Aldo Creder Corrêa e Luiz Henrique Corrêa foram os beneficiados das mortes de Elmo Corrêa e Maria Célia Corrêa, seus irmãos, com os valores de R$ 111.360,00 e R$ 124.590,00, respectivamente.

## Homenagens
Elmo Corrêa virou rua na cidade do Rio de Janeiro, sob o CEP de 21850-010. Além disso, ele foi um dos homenageados pelo Grupo Tortura Nunca Mais do Rio de Janeiro, durante a entrega da 31ª Medalha Chico Mendes de Resistência, em abril de 2019. Além dele, outros ativistas políticos foram homenageados, casos de Maria Regina Lobo Figueiredo (in memorian), outra guerrilheira da Vanguarda Armada Revolucionária Palmares, e Marielle Franco, vereadora do PSOL carioca, assassinada em março de 2018.
Desde 2017, a Universidade Federal do Rio de Janeiro desenvolve uma ação para ter um memorial dentro de suas instalações em homenagem a 30 estudantes do Rio desaparecidos durante a época da ditadura militar no Brasil. Entre os homenageados, está Elmo Corrêa, mas o projeto ainda não foi concretizado.